# Anna Szafrańska
Anna Szafrańska (ur. 1990) – polska pisarka, autorka literatury obyczajowej i new adult. Autorka bestsellerowej serii "PInk Tattoo" oraz trylogii "Spragnieni". Na swoim koncie ma blisko trzydzieści tytułów, w tym książki wydane pod pseudonimem.

## Życiorys
Rozpoczęła pisanie własnych tekstów w wieku trzynastu lat – pięć lat później publikowała w Internecie swoje pierwsze fan fiction pod pseudonimem Anna Scott. W tym samym czasie zaczęła także pisać Teatr życia, znany jako Widmo grzechu i Grzech pierworodny. Studiowała dziennikarstwo i komunikację społeczną na wydziale prawa, ma także przygotowanie pedagogiczne.

## Publikacje

### Powieści
- Widmo grzechu, Wydawnictwo Lucky, Radom 2016, wznowienie 2021;
- Grzech pierworodny, Wydawnictwo Novae Res, Gdynia 2017;
- Dziewczyna ze złotej klatki, Wydawnictwo Novae Res, Gdynia 2017;
- Właśnie tak!, Wydawnictwo Novae Res, Gdynia 2018;
- Jeden błąd, Wydawnictwo Novae Res, Gdynia 2018;
- Powiedz tak!, Wydawnictwo Novae Res, Gdynia 2019;
- Nasze wczoraj, Wydawnictwo NieZwykłe, Oświęcim 2019;
- Nasze jutro, Wydawnictwo NieZwykłe, Oświęcim 2019;
- PInk Tattoo: Lilianna, Wydawnictwo NieZwykłe, Oświęcim 2020;
- PInk Tattoo: Malwina, Wydawnictwo NieZwykłe, Oświęcim 2020;
- Spragnieni, by żyć, Wydawnictwo Burda Książki, Warszawa 2020;
- PInk Tattoo: Jaśmina, Wydawnictwo NieZwykłe, Oświęcim 2020;
- Spragnieni, by kochać, Wydawnictwo Burda Książki, Warszawa 2021;
- Uważaj, czego pragniesz, Wydawnictwo JakBook, Wrocław 2021;
- Spragnieni, by trwać, Wydawnictwo Burda Książki, Warszawa 2021.

### Teksty w antologiach
- Pensjonat pod świerkiem, Wydawnictwo Novae Res, Gdynia 2017, współautorzy: Agnieszka Lingas-Łoniewska, Magdalena Knedler, Adrian Bednarek, Jolanta Kosowska, Daniel Koziarski, Anna Kasiuk, Nina Reichter;
- Zakochane Trójmiasto, Wydawnictwo Novae Res, Gdynia 2019, współautorzy: Agnieszka Lingas-Łoniewska, Małgorzata Warda, Adrian Bednarek, Jolanta Kosowska, Daniel Koziarski, Anna Kasiuk, Nina Reichter, Augusta Docher, K.N. Haner;
- Ludzie potrafią latać, Wydawnictwo Novae Res, Gdynia 2019, współautorzy: Rafał Cichowski, Anna Kasiuk, Magdalena Knedler, Jolanta Kosowska, Daniel Koziarski, Agnieszka Lingas-Łoniewska, Daniel Radziejewski, Alicja Sinicka, Anna Szafrańska, Małgorzata Warda;
- Gorące lato, Wydawnictwo Akurat, Warszawa 2020, współautorzy: J.B. Grajda, Anna Langner, Agnieszka Lingas-Łoniewska, Agnieszka Siepielska, Alicja Sinicka, Agata Suchocka, Anna Szafrańska, Marta W. Staniszewska, Anna Wolf, Paulina Świst;
- Grzeszne święta, Wydawnictwo Akurat, Warszawa 2020, współautorzy: Anna Bellon, J.B. Grajda, K.N. Haner, Kinga Litkowiec, Agnieszka Siepielska, Agata Suchocka, Anna Szafrańska, Marta W. Staniszewska, Anna Wolf, Paulina Świst.

### Wydane jako Linda Szańska (literacki pseudonim zbiorowyAgnieszki Lingas–Łoniewskieji Anny Szafrańskiej
- Siła honoru, Wydawnictwo Burda Książki, Warszawa 2020;
- Siła przetrwania, Wydawnictwo Burda Książki, Warszawa 2021.

### Wydane pod pseudonimem Majka Milejko (trylogia "Klub fanek W.M.")
- Oliwia, Wydawnictwo Mazowieckie, Warszawa 2019;
- Alicja, Wydawnictwo Mazowieckie, Warszawa 2020;
- Milka, Wydawnictwo Mazowieckie, Warszawa 2020.

### Przekłady zagraniczne
- język czeski – PInk Tattoo: Liliana, Wydawnictwo KNIHY DOBROVSKÝ, 2021.

### Nagrody i wyróżnienia
- W 2021 roku książka "PInk Tattoo: Lilianna" została nominowana do tytułu "Książka Roku 2020" portalu Lubimyczytac.pl[5].